# Арабески (Микола Хвильовий)
«Арабески» — новела українського письменника Миколи Хвильового, датована 1927 роком. «Арабески» завершували перший том «Творів» письменника.

## Назва, жанр
Назва новели тісно пов'язана з її жанровими особливостями.
Арабеска — вид орнаменту з геометричних фігур, стилізованого листу, квітів і т. ін., який поширився в Європі під впливом арабського мистецтва.
Арабеска є поєднанням різних форм та візерунків, що співвідносно зі структурною організацією тексту Хвильового: «Уже в назві „Арабески“ наявна інформація про жанрову специфіку майбутнього тексту, яка полягає в поєднанні, переплетінні емоційно-ліричних і раціо-епічних елементів; назва ж підкреслює і складність таких переплетінь, їхню бароковість, якщо говорити про європейську традицію».
У новелі відсутній сюжет як такий. Змістова організація представлена численними асоціативно-метафоричними комплексами, які, поєднуючись між собою, складають увесь візерунок тексту.
Новела складається з двох частин: «ІХ слово» та «XIV слово».

## Герої
Кожна з множинних деталей «арабески» містить своїх персонажів. Головними діячами є поет Nicolas (Сойрейль, Теодор, Сатурн)  та його муза-наречена Марія.
У тексті є також герої:
- чиновник, мати ліричного героя;
- Микола Григорович («командор видавництва»), Пульхерія Іванівна Жоха («звідує редвидатом»), товариш Крутик («мій заступник, мій прекрасний зам»);
- головний лікар («спец»), комунар;
- Бригіта (дочка лісника), молодий граф;
- панна Мара, Шехерезада та ін.

## Інтертекст
Новела насичена доволі великою кількістю інтертекстуальних зв'язків зі світовою літературою.
Згадуване ім'я ліричного героя Теодор Ю. Безхутрий трактує як вказівку на  Е.-Т.-А. Гофмана: «Особливо важливо тут відзначити зв'язок (аж до текстуальних збігів) з Гофманом, зокрема, з його „Серапіоновими братами“ <…> Згадуються у „Серапіонових баратах“ також і Стерн, і Свіфт, і Шехерезада, яка фігуруватиме в новелі Хвильового кількома абзацами нижче. Та й один із основних принципів „серапіонства“ — „двоїстості“ людини, блискуче аргументований Гофманом у новелі про божевільного графа П. (пустельника Серапіона) у Хвильового знаходить свою подальшу реалізацію».
Дослідники творчості Хвильового вказують також і на згадку про Томаса Карлейля, англійського історика і публіциста, автора знаменитого афоризму: «Революції замислюють романтики, здійснюють — фанатики, а їхніми плодами користуються негідники». У «Арабесках» же присутні настрої розчарування, втрати «нареченої-революції».
Стосовно алюзій на творчість Діккенса Ю. Безхутрий зазначає: «… два посилання на нібито діккенсівські „Записки Піквікського клубу“, які мають спільну підтекстову основу: „ — Їхати — так їхати, як говорив папуга, коли кішка потягла його за хвіст“ і „ — А от і я! — як сказав хтось, падаючи з десятиповерхового будинку“. Обидва анекдоти конотують тезу про необхідність зберегти реноме за найнесприятливішої ситуації».

Важливою є також згадка ліричного героя про Іспанію, «адже саме в іспанській культурі та, зокрема, в поезії дивним чином поєдналися традиції Європи й Азії».
«Тоді я люблю Еспанію, тому що вона далеко, тому що я фантаст, тому що я пізнаю й кохаю город не так, як інші, тому що город — це Сервантес Сааведра-Мігуель».

## Провідні мотиви

### Мотив міста
Перша частина новели починається словами «Город». І далі: 
«Я безумно люблю город. Я люблю виходити ввечері зі своєї кімнати, іти на шумні бульвари, випивати шум, нюхати запах бензолу й тоді йти на закинуті квартали, щоб побачити японські ліхтарики — так, здається — в трикутниках цифр: будинок на розі №: горить. Я люблю, коли далеко на дальніх міських левадах рипить трамвай: щось неможливе нагадує цей рип, щоб постали переді мною теплі образи, як хрустальні дороги, як прозоро-фантастичні леденці (коники), що їх уже ніколи, ніколи не побачу на базарі». 
"Вступна новела" та «Арабески» започаткували утворення специфічного «міського тексту» Харкова.
Мотив міста виступає своєрідним обрамленням, але в той же час і є самодостатнім.
У «Арабесках» місто можна розглядати у двох планах: божественне й земне. Костьол, на який споглядають з мосту Nicolas і Марія, є світлом, центром, стабільним опертям, на відміну від мутних вод, які «тікають в невідому даль» (тут — минуле, розчарування в ідеалах революції).
«Над костьолом горить вогонь» — можливо, мається на увазі сонце як символ пробудження, адже саме в цьому абзаці постійно повторюване слово «ніч» не фігурує. Автор-творець нарікає свій «город» новим Єрусалимом або новим Вавилоном, що на нього покладено велику божественну місію.

У той же час Марія просить Nicolas'а показати їй «женщину революції»: розгортається новий епізод. Ліричний герой розказує історію про «грузну бабу», яка 
«кожної суботи <…> тягла студента до себе на кухню, напоювала його там жовтим (якась примісь) самогоном, і, коли студент часто починав хилить голову набік, коли повз вікна проходив із калатушкою сторож, грузна баба брала енергійним жестом свою жертву на плече, роздягала її догола і клала на своє ліжко». 
Зникає весь той божественний чар міста, воно перетворюється на Содом і Гоморру. У стосунки Nicolas'а й Марії, які просякнуті нотками романтизму, раптом вриваються елементи земного, буденного. Руйнується вся та гармонія, надії, які покладав автор на це місто.

### Жіночі мотиви
«Жіночий мотив» в «Арабесках» найтіснішим чином співвіднесений із мотивом творчості, часом зовсім його заступаючи. А творчість у плані створення чогось нового апелює до революції. Якщо ж взяти до уваги і те, що жінка силою своєї енергетики здатна покликати витворити щось нове, дати життя або ж стати музою, то очевидним постає зв'язок жінки у Хвильового з революцією.

Марія для ліричного героя — наречена, мрія, натхненниця. Вона — юність автора, перемежована ідеалами революції, очікуванням її наслідків, мріями про побудову нового суспільства, врешті — культури:
«Моя радісна Марія кладе на моє чоло свої духмяні кучеряшки й пахне, як юність, як безмежні дороги в прекрасний невідомий край». 
Діалог з Марією нагадує розмову двох закоханих, зовсім юних людей, які стоять на порозі чогось грандіозного, масштабного, що от-от має відбутися: 
«Ніч. Весна. Міст. Марія. Гримить весняна повінь. І тікають мутні води в невідому даль. Ми стоїмо на мосту. Перед нами й за нами — город».
Однак герой усвідомлює, що це — минуле, що у коханої «прострілена скроня»:
«І знову я чую далекий загірний голос: „Пройдуть віки, найдуть свою змужнілість, пізнають радість і журу твоєї прекрасної землі, відійдуть по древній дорозі в небуття, але ніколи не повториться народження твоєї м'ятежної нареченої“». 
Розчарування ж у наслідках революції, настання духовної «осені» обумовлює або зникнення «нареченої-революції» в «глухих кварталах і заулках», або відхід оповідача в казку, самонавіювання (Шехерезада).
Поруч з музою, мрією існує, однак, реальність — і вона репрезентована автором за допомогою образів матері ліричного героя, панни Мари, грузної баби. Усі ці герої по-своєму вплітаються в складне мереживо реальності: матір завагітніла від чиновника, який її покинув, і померла після народження сина (ліричного героя); панна Мара («хай буде за Винниченком») — «жінка-лікар <…>, трохи крива із звичайним сірим обличчям» — «йшла до курзалі, сідала там біля шахматистів, дивилася. Але ніхто на неї не звертав уваги й ніхто не хотів покохати панну Мару»; грузна «баба тягла кожної суботи до себе студента».
Натомість досить самодостатньою та відокремленою є розповідь про лісову красуню Бригіту та молодого графа: останній випадково зустрічає дочку лісника, закохується в неї і силою забирає до себе в замок. Бригіта проте тікає від молодого графа назад, в ліс, а по деякому часу все ж повертається до нього. Закінчується розповідь моралізаторським «От!». Неважко в цій розповіді простежити елементи пародіювання на романтичну літературу, кліше, перебільшено-казкових засобів увиразнення тощо, однак автор не дає читачеві домислити цю історію так, ніби наперед визначену: він наче глузує, змінюючи різко хід подій в інше русло, в найменш очікуваному напрямку. «Незважаючи на це, однак, модерністична ідея непідвладності почуттів раціоналістичному поясненню залишається провідною. Цілий комплекс різних принципів художньої інтерпретації світу — цитатність, пародійність, іронічність, гра — сприяє творенню такої моделі, яка утверджує ірраціональність, а значить — хаотичність, алогізм, непізнаваність буття».  

### Біблійні мотиви
Темою розкриття біблійних алюзій у творчості Миколи Хвильового займалось багато дослідників. Так, В. Агеєва зазначає, що Богородицю в «міфологізованій світобудові прозаїка символізує Марія».
Образ Марії в «Арабесках» чи не найбільше наводить на думку про наявність інтертекстуальних зв'язків новели з Біблією.
Саме ім'я Марія походить від давньоєврейського Міріам (що теж зустрічається в «Арабексах») і буквально означає «бажана», «безтурботна». Такою ж світлою постає героїня Марія і в новелі Хвильового — вона легка, вона — мрія. Марія, отже, несе в собі нове, світле, щасливе життя. Буквально, як уже зазначалося, його можна трактувати як символ зародження нової культури, як очікуваного й бажаного наслідку революції.
Якщо Марія наречена, значить, ліричний герой — Бог. Отже, подібно Богу, він може створити новий світ, вплинути на нього не божественною, однак, силою, а за допомогою слова.
Слово є ще одним потужним інтертекстуальним символом новели (недарма 2 частини її мають назви відповідно «IX слово» та «XIV слово»). Точно характеризує цей характер зв'язків Ю Безхутрий: «Вірш дев'ятий першої глави Євангелія від св. Івана твердить про те, що „Світлом правдивий був той, хто просвічує кожну людину, що приходить на світ“ (Ів., 1:9). Слово-світло, отже, здатне просвітити людину, врятувати її від темряви. Але для цього слово повинне зійти між люди і стати одним із них. Якраз це і засвідчує вірш чотирнадцятий із тієї ж першої глави: „І Слово сталося тілом, і перебувало між нами, повне благодаті та правди, і ми бачили славу Його, як Однорожденного від Отця“ (Ів., 1:14). <…> Мотив слова-світла, що пронизує темряву, даруючи надію й силу творчості, виразно присутній у творі Хвильового».